# Anna Gemsch
Anna Gemsch (* 10. Januar 1985) ist eine Schweizer Schauspielerin.
Anna Gemsch ist die Tochter der Schauspielerin Esther Gemsch. Bekannt wurde sie im Jahr 2000 durch ihre Rolle als Kathrin Brugger in der Schweizer Sitcom Fertig lustig, die bis 2002 lief. Daneben war Anna Gemsch als schweizerdeutsche Synchronsprecherin für Kinofilme wie Ein Schweinchen namens Babe oder Der kleine Eisbär tätig. Danach arbeitete sie als Regieassistentin, Produktionsassistentin, Fernsehredakteurin und Ko-Autorin für verschiedene Produktionen.